# Stigmatodactylus sikokianus
Stigmatodactylus sikokianus là một loài thực vật có hoa trong họ Lan. Loài này được Maxim. ex Makino miêu tả khoa học đầu tiên năm 1891.